# Emili Rousaud i Parés
Emili Rousaud i Parés   (Barcelona, 27 d'abril de 1966) és un empresari català. Llicenciat en Ciències Empresarials i MBA per ESADE i en Direcció i Administració d'Empreses per la Universitat Politècnica de Catalunya, és fundador i director general de Factor Energia, la primera companyia elèctrica independent autoritzada pel Ministeri d'Indústria després de liberalitzar el mercat elèctric. És vocal a la junta directiva del Futbol Club Barcelona des del juliol del 2015 i vicepresident institucional des de gener de 2020, fins a la seva dimissió el mes de març de la junta de Josep Maria Bartomeu arran de l'escàndol de les xarxes socials conegut com a Barçagate. És vicepresident de la patronal catalana Pimec i membre del ple de la Cambra de Comerç de Barcelona, així com membre del Comitè d'Agents de Mercat del Mercat Espanyol de l'Electricitat, i impulsor i membre fundador de l'Associació de Comercialitzadors Independents d'Energia (ACIE).